# Potenziale d'azione ventricolare
Il potenziale d'azione ventricolare nei miociti ventricolari è di circa -90 mV. Questo potenziale di membrana è dovuto alle differenti concentrazioni degli ioni; in particolare, per mantenere costante il potenziale di riposo vi è la necessità di avere due pompe ioniche. La prima, quella presente anche nelle fibre nervose, è la pompa sodio-potassio, che tramite l'utilizzo dell'adenosina trifosfato (ATP) permette di regolarne la concentrazione. La seconda, che è una pompa presente nelle cellule miocardiche, è calcio-sodio dipendente che tende ad eliminare dalla cellula lo ione Ca++ usando l'energia dell'adenosin trifosfato in modo indiretta (l'ATP mantiene il gradiente del Na+, il sodio compie il lavoro che è utilizzato dalla pompa calcio-sodio per espellere il calcio).

Potenziale d'azione (risposta rapida)

Le fibre di conduzione atriali e ventricolari presentano delle risposte di tipo rapido.
L'ampiezza del potenziale d'azione è di circa 105 mV, il che porta ad avere un picco (spike) del potenziale di circa 20 mV; esso è maggiore che nella maggior parte delle cellule muscolari, perché deve essere in grado di far rendere al massimo la pompa cardiaca.
Il potenziale d'azione è costituito da cinque fasi:
- FASE 0: (di depolarizzazione rapida), dovuta quasi esclusivamente all'ingresso di ioni Na+, grazie all'apertura di specifici canali per il Na; questi canali possiedono due barriere, la barriera m o di attivazione, che si apre quando il potenziale di membrana diviene meno negativo, e la barriera h o di in-attivazione, che si chiude quando il potenziale diviene anche in questo caso meno negativo. Le barriere m hanno un tempo di apertura di 1-2 millisecondi, mentre le barriere h impiegano 30-40 millisecondi a chiudersi, consentendo così al sodio di entrare nella cellula.

L'ingresso di sodio rende il potenziale meno negativo, così che continuamente nuovi canali per il Na si aprano, aumentando il flusso (potenziale rigenerativo), fino ad un valore (-40mV), in cui tutti i canali Na si aprono; l'ingresso di Na rende l'interno della cellula positivo e l'esterno negativo, questa inversione della polarità di membrana è definita overshoot.
Il flusso di Na si arresta poi con la chiusura delle barriere h.
- FASE 1: (della ripolarizzazione precoce), si ha una breve ripolarizzazione parziale dovuta ad una corrente transitoria in uscita di K (detta ito) e ad un aumento della permeabilità al cloro.
- FASE 2: (di plateau), durante questa fase si ha ingresso di calcio attraverso canali appositi definiti long lasting (LL), cioè si attivano e disattivano molto lentamente, sono anch'essi regolati dal voltaggio e si aprono quando il potenziale diviene meno negativo. Si ha il plateau quando l'ingresso di ioni Ca eguaglia la fuoriuscita di ioni K.
- FASE 3: (ripolarizzazione finale), quando i canali Ca si chiudono continua la fuoriuscita di K, in questo modo l'interno della cellula diventa man mano negativo, mentre l'esterno diviene positivo.
- FASE 4: (ripristino), nell'ultima fase si ha il ripristino delle concentrazioni ioniche ai valori di riposo, mediante tre principali trasportatori attivi: una Na,K-ATPasi che mediante l'idrolisi dell'ATP espelle 3Na in cambio di 2K, uno scambiatore Na/Ca che, sfruttando il gradiente di concentrazione del sodio, espelle uno ione calcio facendo entrare tre ioni sodio ed una Ca-ATPasi, che espelle ioni calcio mediante idrolisi di ATP.

Un miocita che sia stato depolarizzato non sarà più disponibile per un nuovo potenziale d'azione fino a che esso non si sia ripolarizzato parzialmente, l'intervallo fra il potenziale d'azione e il momento in cui il miocita è disponibile è definito «Periodo Refrattario Assoluto» (PRA), nel caso delle risposte rapide esso va dall'inizio della fase 0 a circa metà della fase 3.
La completa eccitabilità non viene ristabilita fino a quando non si ha la completa ripolarizzazione, questo intervallo che segue il PRA è chiamato «Periodo Refrattario Relativo» (PRR). Questo periodo permette un alto rendimento della funzione di pompa del cuore, in quanto il ventricolo può riempirsi completamente di sangue prima di eseguire un'altra contrazione; inoltre permette di avere una netta distinzione tra fase pulsoria (sistole) e fase di riposo (diastole), in maniera tale da permettere l'apporto di sangue attraverso le coronarie, che può avvenire solo in fase diastolica.